# Mangifera khasiana
Mangifera khasiana är en sumakväxtart som beskrevs av Jean Baptiste Louis Pierre. Mangifera khasiana ingår i släktet Mangifera och familjen sumakväxter. Inga underarter finns listade i Catalogue of Life.